# Andrij Melnyk (Diplomático)

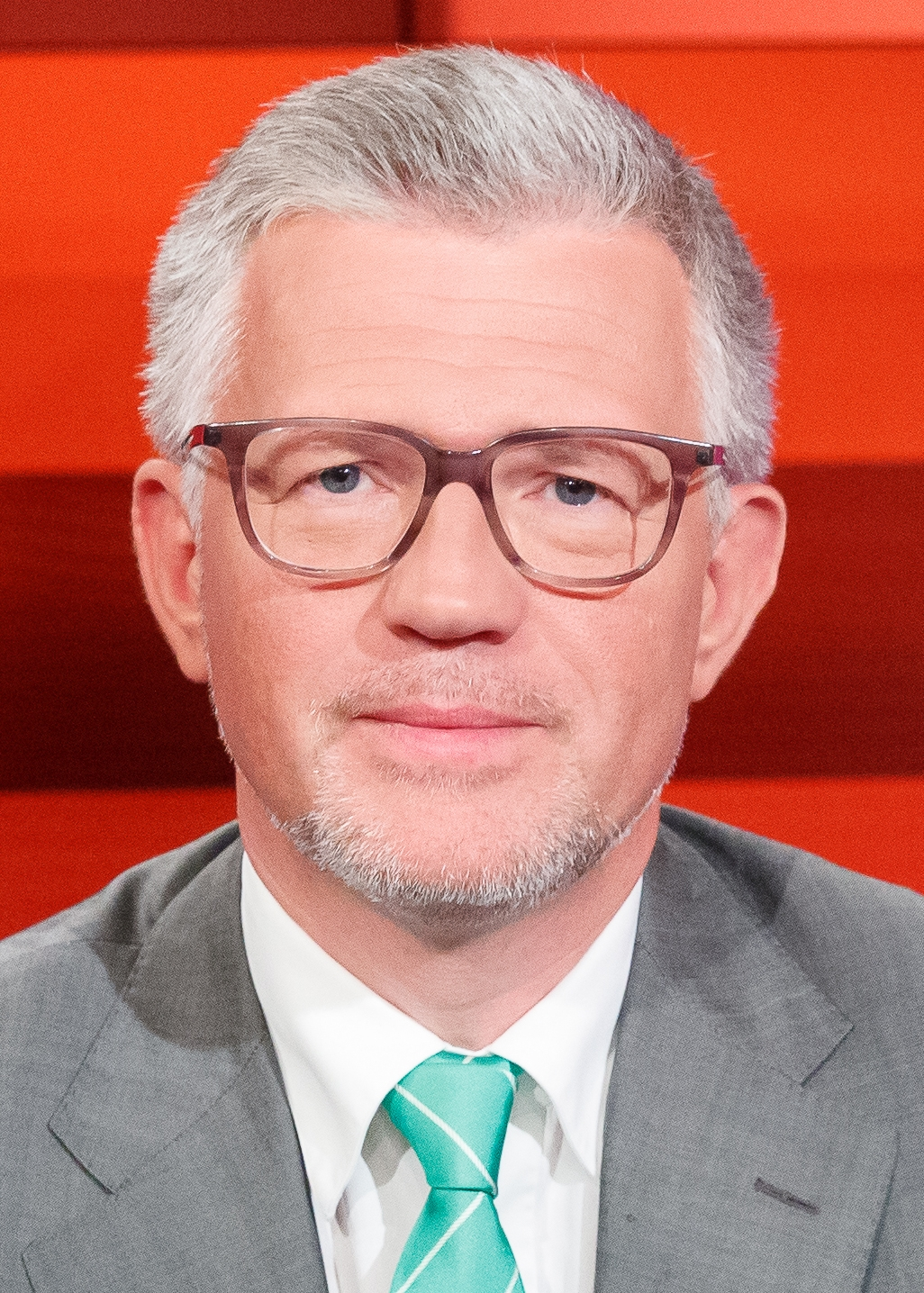
Andri Melnyk, 2022

Andrij Yaroslavowych Melnyk (en ucraniano: Андрій Ярославович Мельник; en ruso: Андрей Ярославович Мельник 'Andrei Yaroslavovich Melnik'; * 7. septiembre de 1975 en Lviv, URSS, Unión Soviética) es un abogado, político y diplomático ucraniano.
Desde el 12 de enero de 2015, Andrij Yaroslavowych Melnyk es el embajador de Ucrania en Alemania. Melnyk, que domina el alemán y el inglés, ya trabajó en Alemania como Cónsul General de Ucrania en Hamburgo entre 2007 y 2010.

## Carrera
Melnyk se licenció en Derecho por la Universidad Nacional Ivan Franko de Lviv en 1997 y ese mismo año entró en el servicio diplomático ucraniano. De 1999 a 2003, fue primero el segundo y luego el primer secretario de la embajada de Ucrania en Austria. De 2005 a 2007, bajo el mandato del Presidente Viktor Yushchenko, ocupó el cargo de Jefe Adjunto del Departamento de Cooperación Bilateral y Regional en la Oficina Presidencial de Ucrania.
Desde el 5 de abril de 2007 hasta 2012, fue Cónsul General de Ucrania en Hamburgo. Luego, fue director de la Tercera Dirección Territorial del Ministerio de Asuntos Exteriores. Desde el 25 de marzo de 2014 hasta su nombramiento como embajador por el presidente Petró Poroshenko, fue viceministro del Gabinete de Ministros de Ucrania, donde era responsable de la integración europea de Ucrania.
La esposa de Andriy Melnyk es Svitlana Melnyk y tienenun hijo y una hija.

## Opiniones

### Actitud hacia Stepan Bandera
El 27 de abril de 2015, Melnyk visitó la tumba del líder partisano y colaborador nazi Stepan Bandera en Múnich y depositó flores allí. Esto llevó a Sevim Dağdelen, miembro del Partido de Izquierda, a plantear una pregunta al Gobierno Federal. En mayo de 2015, Michael Roth (SPD), ministro de Estado del Ministerio Federal de Asuntos Exteriores, declaró que Melnyk conocía bien la posición del gobierno alemán al respecto. El gobierno alemán condena los crímenes cometidos por la Organización de Nacionalistas Ucranianos (OUN), en parte bajo la dirección de Bandera, contra civiles y funcionarios polacos, judíos y ucranianos. Era consciente de que una parte considerable de estos crímenes se había cometido en colaboración con las fuerzas de ocupación alemanas.

### Evaluación del Holodomor
En noviembre de 2020, con motivo de la conmemoración de las víctimas en el 87º aniversario del Holodomor en Ucrania en 1932-1933, Melnyk exigió que el Bundestag alemán reconociera como genocidio esta inanición inducida por Stalin de varios millones de personas, que Melnyk describió como "el mayor crimen de masas del reino del terror de Stalin".

### Declaración sobre Kay-Achim Schönbach
Tras el asunto de enero de 2022 en el que se vio involucrado Kay-Achim Schönbach en el conflicto entre Rusia y Ucrania, Melnyk comparó indirectamente la actitud de este último con el socialismo nacional ("los ucranianos también se sintieron recordados inconscientemente por los horrores de la ocupación nazi cuando los ucranianos fueron tratados como subhumanos por esta actitud condescendiente") y acusó al vicealmirante de "arrogancia y megalomanía alemana". La "credibilidad y fiabilidad internacional" de Alemania estaban "muy cuestionadas". Al mismo tiempo, renovó los llamamientos para que Alemania suministrara armas a Ucrania. Melnyk describió la entrega de equipos de protección como una "gota en el océano". Esta opinión fue contradicha por el ex político de la CDU Friedbert Pflüger en una carta abierta a Melnyk.

### Críticas al gobierno alemán durante la guerra de agresión rusa en 2022
Después de que Vladimir Putin intensificara el conflicto invadiendo Ucrania a finales de febrero de 2022, Melnyk volvió a criticar al gobierno alemán. En un mensaje de Twitter dirigido a la presidenta de la comisión de defensa del Bundestag, Marie-Agnes Strack-Zimmermann (FDP), Melnyk escribió que el gobierno alemán estaba "simplemente aceptando el asesinato de cientos de miles". Strack-Zimmermann expresó su comprensión por la gran preocupación de Ucrania, pero calificó el comportamiento de Melnyk como "desconcertante" y "desmesurado".
En una entrevista con el Tagesspiegel (periódico alemán) publicada el 3 de abril de 2022, Melnyk afirmó que los alemanes aún no eran conscientes de las dimensiones de la invasión rusa. La guerra ponía a prueba todo el orden mundial. Con Putin en el poder, no habría tratado de paz. Incluso un armisticio negociado con él seguiría siendo probablemente "tan frágil como todos los años desde el acuerdo de Minsk en 2015". Ucrania necesita urgentemente armas pesadas. Putin debe aprender en el campo de batalla que la guerra no es suya para ganarla. Es un error de apreciación si los alemanes creen que cuanto más armas suministren, más durará la guerra. Aunque los ucranianos habían conseguido en gran medida ganarse la simpatía de los alemanes por su situación y por su disposición a hacer sacrificios por los valores comunes, la cuestión de las consecuencias políticas seguía sin respuesta: "¿Quiere la coalición alemana acoger a estos ucranianos en la familia europea como futuro miembro de la UE? ¿O prefiere el gobierno alemán que Ucrania siga siendo una zona de amortiguación entre la UE y Rusia?" Dijo que debe cambiar que algunos en Berlín encuentran esto último más cómodo. Además de los miembros del gobierno, Melnyk también criticó en esta entrevista al presidente federal Frank-Walter Steinmeier, acusándole de falta de sensibilidad con respecto a Ucrania. Para Steinmeier, la relación con Rusia era "algo fundamental, incluso sagrado", frente a lo cual ni siquiera la guerra de agresión rusa jugaba un papel importante. Durante años, Steinmeier había establecido una "tela de araña de contactos con Rusia", que incluía también a influyentes representantes del actual gobierno del "semáforo". Sigmar Gabriel escribió sobre esto en un artículo para Der Spiegel: "Como es bien sabido, las telas de araña sirven para atrapar y luego explotar a la presa. Al punto, esta comparación insinúa que el ex canciller y ministro de Relaciones Exteriores ayudó a organizar la representación de los intereses de Rusia en Alemania. Esto es falso y malicioso. Lo que sí es cierto, en cambio, es que el ministro de Asuntos Exteriores Frank-Walter Steinmeier, junto con la entonces canciller Angela Merkel, hicieron los mayores esfuerzos en Europa para apoyar a Ucrania. Y, por lo tanto, hay que contradecir públicamente la tergiversación, incluso si se quiere estar al lado de Ucrania en la situación actual, no sólo con dinero y buenas palabras, sino también con armas." En su edición del 7 de abril de 2022, Die Zeit citó a Melnyk diciendo que conocía a muchos de los que hasta hace poco habían trabajado en el Ministerio de Asuntos Exteriores, pero que ahora estaban vigilando puestos de bloqueo o montando barricadas. "Cuando tenga la sensación de que no queda nada en Alemania, entonces diré, queridos amigos alemanes, adiós. Quizás pueda conseguir más en mi país que en Berlín, con estos oídos sordos de aquí".
El ex presidente del Bundestag, Wolfgang Thierse (SPD), ha comparado a Melnyk con un antiguo diplomático soviético. "Me recuerda al embajador soviético en la RDA, pero al menos su comportamiento robusto no era público".

### Designación del regimiento Azov como luchadores valientes.
En un tweet del 16 de marzo de 2022, calificó como propaganda rusa un artículo publicado poco antes por Die Zeit sobre el regimiento de extrema derecha Azov. La gente debería dejar de "demonizar al regimiento Azov"; estos "valientes combatientes" defendían "su patria".